# 1 000 kilomètres de Suzuka 1985
Navigation
Édition précédente Édition suivante
Les 1 000 kilomètres de Suzuka 1985 (officiellement appelé les 1985 International Suzuka 1000 Kilometres), disputées le 25 août 1985 sur le Circuit de Suzuka, ont été la quatorzième édition de cette épreuve et la quatrième manche du Championnat du Japon de sport-prototypes 1985.

## La course

### Classement de la course
Voici le classement officiel au terme de la course,.
- Les premiers de chaque catégorie du championnat du monde sont signalés par un fond jaune.
- Pour la colonne Pneus, il faut passer le curseur au-dessus du modèle pour connaître le manufacturier de pneumatiques.
- Les voitures ne réussissant pas à parcourir 75% de la distance du gagnant sont non classées (NC).

| Pos  | Classe | no | Écurie                  | Pilotes                                              | Châssis                             | Pneus | Tours | Temps            |
| Pos  | Classe | no | Écurie                  | Pilotes                                              | Moteur                              | Pneus | Tours | Temps            |
| ---- | ------ | -- | ----------------------- | ---------------------------------------------------- | ----------------------------------- | ----- | ----- | ---------------- |
| 1    | D      | 25 | Advan Sports Nova       | Kunimitsu Takahashi Kenji Takahashi                  | Porsche 962C                        | Y     | 170   | 6 h22 m 57 s 515 |
| 1    | D      | 25 | Advan Sports Nova       | Kunimitsu Takahashi Kenji Takahashi                  | Porsche Type-935 2,6 l Flat-6 Turbo | Y     | 170   | 6 h22 m 57 s 515 |
| 2    | D      | 36 | Tom's                   | Satoru Nakajima Masanori Sekiya Kaoru Hoshino        | Tom's 85C                           | B     | 169   | + 1 tour         |
| 2    | D      | 36 | Tom's                   | Satoru Nakajima Masanori Sekiya Kaoru Hoshino        | Toyota 4T-GT 2,1 l I4 Turbo         | B     | 169   | + 1 tour         |
| 3    | D      | 3  | Auto Beaurex Motorsport | Naoki Nagasaka Taku Akaike                           | Tom's 85C                           | D     | 169   | + 1 tour         |
| 3    | D      | 3  | Auto Beaurex Motorsport | Naoki Nagasaka Taku Akaike                           | Toyota 4T-GT 2,1 l I4 Turbo         | D     | 169   | + 1 tour         |
| 4    | D      | 1  | Trust Racing Team       | Vern Schuppan Keiichi Suzuki                         | Porsche 956                         | D     | 167   | + 3 tours        |
| 4    | D      | 1  | Trust Racing Team       | Vern Schuppan Keiichi Suzuki                         | Porsche Type-935 2,6 l Flat-6 Turbo | D     | 167   | + 3 tours        |
| 5    | D      | 27 | FromA Racing            | Jiro Yoneyama Hideki Okada                           | Porsche 956                         | D     | 167   | + 3 tours        |
| 5    | D      | 27 | FromA Racing            | Jiro Yoneyama Hideki Okada                           | Porsche Type-935 2,6 l Flat-6 Turbo | D     | 167   | + 3 tours        |
| 6    | D      | 8  | Rays Racing Division    | Hitoshi Ogawa Tsunehisa Asai                         | Tom's 85C                           | D     | 166   | + 4 tours        |
| 6    | D      | 8  | Rays Racing Division    | Hitoshi Ogawa Tsunehisa Asai                         | Toyota 4T-GT 2,1 l I4 Turbo         | D     | 166   | + 4 tours        |
| 7    | D      | 11 | Hasemi Motor Sport (ja) | Masahiro Hasemi Takao Wada                           | March 85G                           | D     | 165   | + 5 tours        |
| 7    | D      | 11 | Hasemi Motor Sport (ja) | Masahiro Hasemi Takao Wada                           | Nissan VG30ET 3,0 l V6 Turbo        | D     | 165   | + 5 tours        |
| 8    | D      | 2  | Alpha Cubic Racing Team | Noritake Takahara Chiyomi Totani Toshio Suzuki       | Porsche 956B                        | B     | 160   | + 10 tours       |
| 8    | D      | 2  | Alpha Cubic Racing Team | Noritake Takahara Chiyomi Totani Toshio Suzuki       | Porsche Type-935 2,6 l Flat-6 Turbo | B     | 160   | + 10 tours       |
| 9    | D      | 62 | Auto Beaurex Motorsport | Kazuo Mogi Toshio Motohashi                          | Lotec M1C                           | Y     | 159   | + 11 tours       |
| 9    | D      | 62 | Auto Beaurex Motorsport | Kazuo Mogi Toshio Motohashi                          | BMW M88 3,5 l I6 Atmo               | Y     | 159   | + 11 tours       |
| 10   | C      | 86 | Mazdaspeed              | Yojiro Terada David Kennedy                          | Mazda 737C                          | D     | 158   | + 12 tours       |
| 10   | C      | 86 | Mazdaspeed              | Yojiro Terada David Kennedy                          | Mazda 13B 1,3 l 2-Rotor             | D     | 158   | + 12 tours       |
| 11   | C      | 85 | Mazdaspeed              | Yoshimi Katayama Takashi Yorino                      | Mazda 737C                          | D     | 158   | + 12 tours       |
| 11   | C      | 85 | Mazdaspeed              | Yoshimi Katayama Takashi Yorino                      | Mazda 13B 1,3 l 2-Rotor             | D     | 158   | + 12 tours       |
| 12   | B      | 47 |                         | Syuuroku Sasaki Hisatoyo Goto                        | Oscar SK85                          | D     | 155   | + 15 tours       |
| 12   | B      | 47 | Mazda Rotatif           | Syuuroku Sasaki Hisatoyo Goto                        |                                     | D     | 155   | + 15 tours       |
| 13   | B      | 77 |                         | Senkichirou Takeuchi Seiji Oomura                    | West 83S II                         | D     | 149   | + 21 tours       |
| 13   | B      | 77 | Mazda Rotatif           | Senkichirou Takeuchi Seiji Oomura                    |                                     | D     | 149   | + 21 tours       |
| 14   | B      | 31 | Horri Racing            | Nobuyoshi Horii Kenji Abe                            | West 83S II                         | B     | 143   | + 27 tours       |
| 14   | B      | 31 | Horri Racing            | Nobuyoshi Horii Kenji Abe                            | Mazda Rotatif                       | B     | 143   | + 27 tours       |
| 15   | B      | 13 |                         | Katsunori Iketani (ja) Hideo Hosoya Ryuuji Nakajima  | West 83S II                         | Y     | 138   | + 32 tours       |
| 15   | B      | 13 | Mazda Rotatif           | Katsunori Iketani (ja) Hideo Hosoya Ryuuji Nakajima  |                                     | Y     | 138   | + 32 tours       |
| 16   | B      | 68 | Tunning Shop First      | Satoshi Fujita Syuuzou Harako Toshio Fujimura        | Toyota Sprinter                     | D     | 137   | + 33 tours       |
| 16   | B      | 68 | Tunning Shop First      | Satoshi Fujita Syuuzou Harako Toshio Fujimura        | Toyota                              | D     | 137   | + 33 tours       |
| 17   | B      | 30 | Hiro Racing             | Kouzou Okumura Fuminori Shimogishi                   | Hiro HRS1                           | B     | 136   | + 34 tours       |
| 17   | B      | 30 | Hiro Racing             | Kouzou Okumura Fuminori Shimogishi                   | Mazda Rotatif                       | B     | 136   | + 34 tours       |
| 18   | B      | 32 |                         | Kazuo Emi Toshiharu Suzuki                           | West 83S II                         | B     | 133   | + 37 tours       |
| 18   | B      | 32 | Mazda Rotatif           | Kazuo Emi Toshiharu Suzuki                           |                                     | B     | 133   | + 37 tours       |
| 19   | B      | 46 |                         | Keiichi Mizutani Sadafumi Nakajima                   | Oscar SK85                          | Y     | 130   | + 40 tours       |
| 19   | B      | 46 | Mazda Rotatif           | Keiichi Mizutani Sadafumi Nakajima                   |                                     | Y     | 130   | + 40 tours       |
| 20   | B      | 45 | First Morlding          | Makio Nonaka Masuo Takada                            | Collage FM45                        | D     | 126   | + 44 tours       |
| 20   | B      | 45 | First Morlding          | Makio Nonaka Masuo Takada                            | Mazda Rotatif                       | D     | 126   | + 44 tours       |
| 21   | D      | 38 | Dome Motorsport         | Geoff Lees Eje Elgh                                  | Dome 85C                            | D     | 125   | + 45 tours       |
| 21   | D      | 38 | Dome Motorsport         | Geoff Lees Eje Elgh                                  | Toyota 4T-GT 2,1 l I4 Turbo         | D     | 125   | + 45 tours       |
| 22   | B      | 23 |                         | Tetsuya Ota (en) Kouztou Orita Shigeki Naruse        | Manatee Mk.IV                       | B     | 125   | + 45 tours       |
| 22   | B      | 23 | Mazda Rotatif           | Tetsuya Ota (en) Kouztou Orita Shigeki Naruse        |                                     | B     | 125   | + 45 tours       |
| NC   | B      | 24 |                         | Ichirou Mizuno Yasumichi Hashimoto Yoshinori Sakurai | Manatee Mk.IV                       | B     | 118   | Disqualifié      |
| NC   | B      | 24 | Mazda Rotatif           | Ichirou Mizuno Yasumichi Hashimoto Yoshinori Sakurai |                                     | B     | 118   | Disqualifié      |
| Abd. | B      | 14 | Ishida Racing           | Nobuyuki Saka Nobuo Naka                             | West 85S                            | B     | 109   | Abandon          |
| Abd. | B      | 14 | Ishida Racing           | Nobuyuki Saka Nobuo Naka                             | Mazda Rotatif                       | B     | 109   | Abandon          |
| Abd. | B      | 61 |                         | Seiichi Sodeyama Shigeki Matsui                      | Maxim 61S                           | D     | 87    | Abandon          |
| Abd. | B      | 61 | Mazda Rotatif           | Seiichi Sodeyama Shigeki Matsui                      |                                     | D     | 87    | Abandon          |
| Abd. | B      | 19 |                         | Takamasa Nakagawa Syuuji Hyoudou                     | West 85S                            | D     | 85    | Abandon          |
| Abd. | B      | 19 | Mazda Rotatif           | Takamasa Nakagawa Syuuji Hyoudou                     |                                     | D     | 85    | Abandon          |
| Abd. | B      | 37 |                         | Kouji Satou Fumiko Shinoda Tetsuya Kasai             | Manatee Mk.IV                       | B     | 76    | Abandon          |
| Abd. | B      | 37 | Mazda Rotatif           | Kouji Satou Fumiko Shinoda Tetsuya Kasai             |                                     | B     | 76    | Abandon          |
| Abd. | B      | 66 |                         | Masashi Kitagawa Toshiharu Murata                    | West 83S II                         | B     | 62    | Abandon          |
| Abd. | B      | 66 | Mazda Rotatif           | Masashi Kitagawa Toshiharu Murata                    |                                     | B     | 62    | Abandon          |
| Abd. | B      | 7  |                         | Hajime Ooshiro Hideshi Matsuda (en) Eiji Yamada      | Manatee Mk.IV                       | B     | 59    | Abandon          |
| Abd. | B      | 7  | Mazda Rotatif           | Hajime Ooshiro Hideshi Matsuda (en) Eiji Yamada      |                                     | B     | 59    | Abandon          |
| Abd. | D      | 20 | Central 20 Racing Team  | Haruhito Yanagida Aguri Suzuki                       | Lola T810                           | D     | 57    | Transmission     |
| Abd. | D      | 20 | Central 20 Racing Team  | Haruhito Yanagida Aguri Suzuki                       | Nissan VG30ET 3,0 l V6 Turbo        | D     | 57    | Transmission     |
| Abd. | B      | 5  |                         | Tooru Hirano Gensyoku Nakagawa Akihiro Masuda        | West 85S                            | Y     | 55    | Abandon          |
| Abd. | B      | 5  | Mazda Rotatif           | Tooru Hirano Gensyoku Nakagawa Akihiro Masuda        |                                     | Y     | 55    | Abandon          |
| Abd. | A      | 10 |                         | Yasumi Fukao Kouichi Nishikawa                       | Nissan Sunny                        | D     | 55    | Abandon          |
| Abd. | A      | 10 | Nissan                  | Yasumi Fukao Kouichi Nishikawa                       |                                     | D     | 55    | Abandon          |
| Abd. | B      | 17 |                         | Masako Fujikawa Michiko Okuyama Hideki Ogawa         | West 85S                            | D     | 51    | Abandon          |
| Abd. | B      | 17 | Mazda Rotatif           | Masako Fujikawa Michiko Okuyama Hideki Ogawa         |                                     | D     | 51    | Abandon          |
| Abd. | D      | 28 | Hoshino Racing          | Kazuyoshi Hoshino Akira Hagiwara Keiji Matsumoto     | March 85G                           | B     | 44    | Moteur           |
| Abd. | D      | 28 | Hoshino Racing          | Kazuyoshi Hoshino Akira Hagiwara Keiji Matsumoto     | Nissan VG30ET 3,0 l V6 Turbo        | B     | 44    | Moteur           |
| Abd. | B      | 18 |                         | Kazuhiko Oda Akira Watanabe                          | Mazda RX-7                          | B     | 37    | Abandon          |
| Abd. | B      | 18 | Mazda Rotatif           | Kazuhiko Oda Akira Watanabe                          |                                     | B     | 37    | Abandon          |
| Abd. | D      | 12 | Panasport Japan         | Osamu Nakako Akio Morimoto                           | LM 05C (ja)                         | B     | 33    | Moteur           |
| Abd. | D      | 12 | Panasport Japan         | Osamu Nakako Akio Morimoto                           | Nissan VG30ET 3,0 l V6 Turbo        | B     | 33    | Moteur           |
| Abd. | B      | 15 |                         | Kazuyoshi Sakamoto Hiroshi Noda Kenji Iya            | Mazda RX-7                          | B     | 30    | Abandon          |
| Abd. | B      | 15 | Mazda Rotatif           | Kazuyoshi Sakamoto Hiroshi Noda Kenji Iya            |                                     | B     | 30    | Abandon          |
| Abd. | B      | 88 | Top Fuel Racing         | Hironobu Tatsumi Norimasa Sakamoto                   | Mazda RX-7                          | B     | 21    | Abandon          |
| Abd. | B      | 88 | Top Fuel Racing         | Hironobu Tatsumi Norimasa Sakamoto                   | Mazda Rotatif                       | B     | 21    | Abandon          |
| Abd. | B      | 80 |                         | Adrian Fu Michael Liu                                | BMW 320                             | D     | 18    | Abandon          |
| Abd. | B      | 80 | BMW                     | Adrian Fu Michael Liu                                |                                     | D     | 18    | Abandon          |
| Abd. | A      | 98 |                         | Nagao Fukushima Kazuhiro Tokuda                      | Toyota Starlet                      | D     | 18    | Abandon          |
| Abd. | A      | 98 | Toyota                  | Nagao Fukushima Kazuhiro Tokuda                      |                                     | D     | 18    | Abandon          |
| Abd. | B      | 22 |                         | Yukinobu Mizutani Masaki Oohashi Yoshifumi Yamazaki  | Manatee Mk.IV                       | D     | 15    | Abandon          |
| Abd. | B      | 22 | Mazda Rotatif           | Yukinobu Mizutani Masaki Oohashi Yoshifumi Yamazaki  |                                     | D     | 15    | Abandon          |
| Abd. | B      | 67 | Yamato                  | Tsuguo Ooba Katsuaki Satou Ken Mizokawa              | Honda Ballade CR-X (ja)             | B     | 10    | Abandon          |
| Abd. | B      | 67 | Yamato                  | Tsuguo Ooba Katsuaki Satou Ken Mizokawa              | Honda I4 Atmo                       | B     | 10    | Abandon          |

## Pole position et record du tour
- Pole position :  Kazuyoshi Hoshino /  Akira Hagiwara /  Keiji Matsumoto (#28 Hoshino Racing) en 1 min 58 s 602
- Meilleur tour en course : ...

## À noter
- Longueur du circuit : 5,914 km
- Distance parcourue par les vainqueurs : 1 005,309 km